# Astragalus dipsaceus
Astragalus dipsaceus är en ärtväxtart som beskrevs av Aleksandr Andrejevitj Bunge. Astragalus dipsaceus ingår i släktet vedlar, och familjen ärtväxter. Inga underarter finns listade i Catalogue of Life.